# Lac (huyện)
Huyện Lac (tiếng Đức: Seebezirk, tiếng Pháp: District du Lac) là một trong 7 huyện của bang Fribourg ở Thụy Sĩ. Huyện nằm ở phía bắc của bang, dân ở đây sử dụng hai ngôn ngữ (tiếng Pháp/tiếng Đức). Huyệnnày có hai đô thị khác của bang Berne nằm lọt ở giữa là Münchenwiler và Clavaleyres, còn làng Wallenbuch (nay thuộc Gurmels) là một vùng đất lọt vào Bern.

## Phân cấp hành chính
Lac/See có 26 đô thị:
| Đô thị           | Population (31 tháng 12 năm 2005) | Diện tích (km²) |
| ---------------- | --------------------------------- | --------------- |
| Barberêche       | 527                               | 9,13            |
| Bas-Vully        | 1,791                             | 9,95            |
| Büchslen         | 155                               | 1,61            |
| Courgevaux       | 1,097                             | 3,39            |
| Courlevon        | 276                               | 3,27            |
| Courtepin        | 2,808                             | 4,08            |
| Cressier         | 775                               | 4,16            |
| Fräschels        | 496                               | 3,14            |
| Galmiz           | 596                               | 8,92            |
| Gempenach        | 298                               | 1,66            |
| Greng            | 175                               | 1,01            |
| Gurmels          | 3,630                             | 17.21           |
| Haut-Vully       | 1,241                             | 7,47            |
| Jeuss            | 428                               | 1,77            |
| Kerzers          | 4,284                             | 12,23           |
| Kleinbösingen    | 571                               | 3,01            |
| Lurtigen         | 178                               | 2,30            |
| Meyriez          | 606                               | 0.32            |
| Misery-Courtion  | 1272                              | 11,42           |
| Muntelier        | 852                               | 1,13            |
| Murten           | 5,696                             | 12,02           |
| Ried bei Kerzers | 863                               | 7,57            |
| Salvenach        | 465                               | 3,85            |
| Ulmiz            | 399                               | 2,86            |
| Villarepos       | 520                               | 4,74            |
| Wallenried       | 407                               | 3,88            |
| Total            | 30,406                            | 142.10          |

## Dân số
Lịch sử dân số theo bảng sau đây: